# Station Avesnes
Station Avesnes is een spoorwegstation in de Franse gemeente Avesnes-sur-Helpe.
Het wordt bediend door treinen van de TER Nord-Pas-de-Calais en de TER Champagne-Ardenne, meer bepaald de verbindingen van Lille-Flandres naar Hirson en Charleville-Mézières.

## Treindienst
| Serie | Treinsoort | Route                                                                                                | Bijzonderheden |
| ----- | ---------- | --- | -------------- |
| K 61  | TER (SNCF) | Lille-Flandres – Orchies – Valenciennes – Aulnoye-Aymeries – Avesnes – Hirson – Charleville-Mézières |                |
| P 61  | TER (SNCF) | Aulnoye-Aymeries – Avesnes – Hirson                                                                  |                |
| P 64  | TER (SNCF) | Aulnoye-Aymeries – Avesnes – Hirson – Laon                                                           |                |